# Heinz
Heinz ist ein männlicher Vorname sowie ein Familienname.

## Herkunft und Bedeutung
Heinz ist eine Kurzform von Heinrich.

## Verbreitung
Zu Beginn des 20. Jahrhunderts war Heinz in Deutschland ein mäßig beliebter Vorname. In den folgenden Jahren stieg seine Popularität, so dass er von Mitte der 1910er bis Mitte der 1930er Jahre unter den zehn meistvergebenen Jungennamen war. Seine Beliebtheit hielt sich noch bis Mitte der Fünfziger, dann sank sie deutlich ab. Seit Ende der Sechziger werden kaum noch Kinder Heinz genannt. Der Name gehörte in der Schweiz von 1930 bis 1963 dauerhaft zu den Top-30 der Vornamenscharts, zwischenzeitlich belegte er auch Platzierung in den Top-10. Seit Anfang der 1970er Jahre hat seine Beliebtheit stark nachgelassen. Von 1930 bis 2023 wurde der Name rund 16.400 Mal vergeben. In Österreich lag der Name von 1984 bis 1990 noch in den Top-200 der Vornamenscharts. Seit Mitte der 1990er Jahre wird der Name hingegen nur noch hin und wieder vergeben.
In Frankreich befand sich der Name während des 1. und 2. Weltkrieges zeitweise in den Top-500 der Hitlisten. Der Name lag während des Zweiten Weltkriegs in Tschechien in den Top-150. Der Name Heinz wird in den Niederlanden seit 1930 regelmäßig bei der Namenswahl berücksichtigt, jedoch ist er nur mäßig beliebt. In den nordischen Ländern Dänemark, Norwegen und Schweden ist der Name auch nur mäßig beliebt. In den USA kommt der Name seit 1930 immer wieder in der Namensgebung vor, besonders zwischen 1950 und 1976 wurde der Name alljährlich gewählt. Die Vergabe ist ebenso in Liechtenstein und Kanada nachgewiesen.

## Varianten
- deutsch: Heintze
- italienisch: Enzio, Enzo

## Namensträger

### Familienname
- Albert Heinz (1896–1945), deutscher Politiker (NSDAP) und SA-Führer
- Andreas Heinz (Theologe) (* 1941), deutscher katholischer Theologe
- Andreas Heinz (Politiker) (* 1960), deutscher Politiker (CDU), MdL Sachsen
- Andreas Heinz (Mediziner) (* 1960), deutscher Psychiater und Psychotherapeut
- Andreas Heinz (Richter) (* 1963), deutscher Jurist, Richter am Bundessozialgericht
- Andreas Heinz (Badminton) (* 1991), deutscher Badmintonspieler
- Anton Heinz (* 1998), deutscher Fußballspieler
- Axel Heinz (* 1987), deutscher Schachspieler
- Barb Heinz (* 1945), deutsche Handballspielerin und Sportwissenschaftlerin
- Bob Heinz (Comiczeichner) (1923–1984), deutscher Comiczeichner
- Bob Heinz (Footballspieler) (* 1947), US-amerikanischer Footballspieler
- Carl Wilhelm von Heinz (1816–1887), württembergischer Oberamtmann
- Christian Heinz (* 1976), deutscher Politiker (CDU)
- Daniel Heinz (* 1957), österreichischer Theologe und Adventist
- Dave Heinz (1934–1992), US-amerikanischer Autorennfahrer
- Dieter Heinz (1930–2017), deutscher Architekt und Konservator
- Dora Bruck-Heinz (1925–2011), österreichische Kunsthistorikerin
- Erhard Heinz (1924–2017), deutscher Mathematiker
- Eugen Heinz (1889–1977), deutscher Verwaltungsbeamter
- Franz Heinz (* 1929), deutscher Journalist und Schriftsteller
- Franz Joseph Heinz (1884–1924), deutscher Separatist
- Franz X. Heinz (* 1949), österreichischer Virologe
- Franziska Heinz (* 1972), deutsche Handballspielerin und -trainerin
- Friedrich Wilhelm Heinz (1899–1968), deutscher Soldat und Schriftsteller
- Gabriele Heinz (* 1948), deutsche Schauspielerin und Regisseurin
- Gerard Heinz (1904–1972), deutscher Schauspieler
- Gerd Heinz (* 1940), deutscher Regisseur und Schauspieler
- Gerd Heinz-Mohr (1913–1989), deutscher evangelischer Theologe, Kunsthistoriker und Publizist
- Gerhard Heinz (* 1927), österreichischer Komponist, Pianist und Liedtexter
- Günter Heinz (* 1954), deutscher Posaunist und Komponist
- Günther Heinz (1927–1992), österreichischer Kunsthistoriker
- Hans Heinz (Theologe) (1930–2021), österreichischer Theologe und Autor
- Hans Heinz (Politiker) (* 1951), deutscher Politiker (CDU)
- Hans-Günther Heinz (1933–2024), deutscher Unternehmer und Politiker (FDP)
- Hans-Klaus Heinz (1927–2004), deutscher Komponist und evangelischer Pfarrer
- Hanspeter Heinz (* 1939), deutscher Theologe
- Hellmuth Heinz (1904–1994), deutscher Museologe und Widerstandskämpfer
- Helmut Heinz (1921–2000), deutscher General
- Henry John Heinz (1844–1919), US-amerikanischer Fabrikant
- Herbert Heinz (1922–2002), deutscher Schauspieler, Regisseur und Theaterleiter
- Irma Petzold-Heinz (1913–1991), deutsche Schriftstellerin
- Joachim Paul Heinz (* 1954), deutscher Historiker und Gymnasiallehrer
- John Heinz (Henry John Heinz III; 1938–1991), US-amerikanischer Senator
- Josef Heinz (1884–1971), österreichischer Politiker, Landtagsabgeordneter
- Julia von Heinz (* 1976), deutsche Filmregisseurin und Drehbuchautorin
- Julius Heinz (1839–1909), österreichischer Konteradmiral
- Jupp Heinz (1917–1999), deutscher Maler, Bildhauer und Grafiker
- Jürgen Heinz (* 1969), deutscher Bildhauer
- Jutta Heinz (* 1962), deutsche Literaturwissenschaftlerin
- Karl Heinz (Politiker) (1895–1965), österreichischer Politiker (SPÖ)
- Karl Heinz (Architekt) (* 1938), österreichischer Architekt
- Karsten Heinz (* 1960), deutscher Handballtorwart und Handballtrainer
- Katharina Heinz (* 1987), deutsche Skeletonpilotin
- Klaus Michael Heinz (* 1961), deutscher Fernsehautor und Redakteur
- Lara Heinz (* 1981), luxemburgische Schwimmerin
- Lilián Heinz (* 1935), argentinische Sprinterin
- Marek Heinz (* 1977), tschechischer Fußballspieler
- Marikke Heinz-Hoek (* 1944), deutsche Malerin und Installations- und Videokünstlerin
- Marion Heinz (* 1951), deutsche Philosophin und Hochschullehrerin
- Marlies Heinz (* 1956), deutsche Archäologin
- Matthias Heinz, Wirtschaftswissenschaftler und Hochschullehrer
- Max Heinz (1894–1988), Schweizer katholischer Geistlicher und Publizist
- Michael Heinz (Poolbillardspieler), deutscher Poolbillardspieler
- Michael Heinz (Tennisspieler), deutscher Tennisspieler
- Michael Heinz (Manager) (* 1964), deutscher Manager, Mitglied des Vorstands und Arbeitsdirektor der BASF SE
- Nathalie Heinz (* 1981), deutsche Rollkunstläuferin
- Norbert Heinz, deutscher Basketballspieler
- Patrick Heinz (* 1978), deutscher Eishockeyspieler
- Pauline Heinz (* 2001), deutsche Hockeyspielerin
- Paulus Heinz (1914–1995), deutscher Ordensgeistlicher, Abt von Plankstetten
- Peter Heinz (* 1973), deutscher Regisseur für Film und Werbung, Creative Director und Produzent
- Peter Heinz-Erian (* 1947), österreichischer Pädiater
- Pius Heinz (* 1989), deutscher Pokerspieler
- Richard Heinz (* 1900), deutscher Landrat
- Robert Heinz (1918 oder um 1924–1972), deutscher Fußballtrainer
- Roman Heinz (1923–1997), österreichischer Politiker (SPÖ)
- Rosa Heinz (1922–2010), österreichische Politikerin (SPÖ)
- Rudolf Heinz (Geologe) (1900–1960), deutscher Geologe
- Rudolf Heinz (* 1937), deutscher Philosoph, Psychoanalytiker und Musikwissenschaftler
- Sabine Heinz (* 1963), deutsche Keltologin und Linguistin
- Stefan Heinz (* 1979), deutscher Politikwissenschaftler
- Stefan Heinz-Kehrer (1913–2009), deutscher Schriftsteller und Schauspieler, siehe Hans Kehrer
- Susanne Heinz (* 1969), deutsche Anglistin, Fremdsprachdidaktikerin und Hochschullehrerin
- Teresa Heinz (Maria Teresa Thierstein Simões-Ferreira Heinz Kerry; * 1938), US-amerikanische Philanthropin
- Tony Heinz (* 1956), US-amerikanischer Physiker
- Ulrich Vincenz von Heinz (1941–2017), Rechtsanwalt, als Nachfahre Wilhelm von Humboldts im Schloss Tegel
- Vanessa Heinz (* 1998), deutsche Musicaldarstellerin
- Viktor Heinz (1937–2013), russlanddeutscher Germanist und Schriftsteller
- Volker G. Heinz (* 1943), deutscher Jurist und Fluchthelfer
- Walter Heinz (Journalist) (1943–2016), deutscher TV-Journalist
- Walter R. Heinz (* 1939), deutscher Sozialwissenschaftler und Autor
- Werner Heinz (* 1950), deutscher Sportmanager
- Wilhelm Heinz (1894–nach 1944), deutscher Politiker (NSDAP)
- Wilhelm Heinz (Geistlicher) (1924–2013), deutscher katholischer Geistlicher und Domkapitular
- Wolfgang Heinz (Schauspieler) (1900–1984), deutscher Schauspieler
- Wolfgang Heinz (Politiker) (* 1938), deutscher Politiker
- Wolfgang Heinz (Kriminologe) (* 1942), deutscher Kriminologe und Rechtswissenschaftler
- Wolfgang Heinz (Dirigent) (* 1966), deutscher Dirigent

### Vorname
Es gibt eine große Zahl von Persönlichkeiten mit dem Vornamen Heinz. Siehe Wikipedia Personensuche.

### Fiktive Figuren
- Herbert, Horst und Heinz, musikalisches Komikertrio
- Heinz Becker, Bühnenfigur von Gerd Dudenhöffer, vor allem bekannt durch die Fernsehserie Familie Heinz Becker

Siehe auch:
- Heinz (Begriffsklärung), Heinze